# 65e parallèle sud
Pour les articles homonymes, voir 65e parallèle.
En géographie, le 65e parallèle sud est le parallèle joignant les points de la surface de la Terre dont la latitude est égale à 65° sud.

## Géographie

### Dimensions
Dans le système géodésique WGS 84, au niveau de 65° de latitude sud, un degré de longitude équivaut à 47,176 km ; la longueur totale du parallèle est donc de 16 983 km, soit environ 42 % de celle de l'équateur. Il en est distant de 7 211 km et du pôle Sud de 2 791 km,.

### Navigation
Le 65e parallèle sud est le point le plus au sud que Philippe Monnet ait atteint pendant son tour du monde à l'envers. Mais il fut obligé de remonter, entouré d'icebergs.

### Régions traversées
Le 65e parallèle sud passe presque intégralement au-dessus de l'océan Austral, mais coupe la péninsule Antarctique sur environ 100 km entre 65° 00′ S, 63° 11′ O et 65° 00′ S, 61° 01′ O.